# Mohammad Bagher Schafti
Mohammad Bagher Schafti (anhörenⓘ persisch محمد باقر شفتی [mohæmmæd bɑqɛɾ ʃæfti]; * 1761 in Tscharse; † 22. März 1844 in Isfahan), auch als Raschti und Bidabadi bekannt, war ein persischer schiitischer Geistlicher. Die Seyyed-Moschee in Isfahan wurde von ihm erbaut.

## Leben
Nach der Aussage von Hossein Nasr und Hamid Dabashi ist er vermutlich der erste Geistliche, dem der Titel Hodschatoleslam (Beweis des Islams) verliehen wurde. Der Grund der Titulierung war seine Doppelrolle als Richter und Mufti und sein Buch über die Erfüllung von Scharia.